# 3-유레이도프로피온산
3-유레이도프로피온산(영어: 3-ureidopropionic acid) 또는 N-카바모일-β-알라닌(영어: N-carbamoyl-β-alanine) 또는 3-(카바모일아미노)프로판산(영어: 3-(carbamoylamino)propanoic acid)은 유라실의 이화작용에서의 대사 중간생성물이다. 3-유레이도프로피온산은 β-알라닌의 요소 유도체이다. 3-유레이도프로피온산은 다이하이드로피리미디네이스에 의해 다이하이드로유라실로부터 생성된다.

## 같이 보기
- 다이하이드로유라실
- 다이하이드로피리미디네이스